# Joseph Heller
Joseph Heller (1 de maig de 1923, Brooklyn - 12 de desembre de 1999, East Hampton) va ser un escriptor i guionista dels Estats Units. El seu llibre més conegut és Catch-22, una novel·la sobre la Segona Guerra Mundial i la participació dels soldats americans. Aquest títol, ha entrat al lèxic anglès com a sinònim d'absurd i de les situacions sense guany. Heller és un autor que fa servir molt la sàtira.
Joseph Heller nasqué a Coney Island, Brooklyn, Nova York. Era fill de jueus pobres, Lena i Isaac Donald Heller, que eren originaris de Rússia. El 1942, als 19 anys, s'allistà al U. S. Army Air Corps. Dos anys més tard participà en el front italià amb un avió bombarder. Poc després de tornar de participar en la Segona Guerra Mundial començà a escriure la novel·la que el va fer reconegut: Catch-22. Tardà set anys en escriure-la alhora que treballava com a redactor publicitari.

## Obres
Relats curts
- Catch As Catch Can: The Collected Stories and Other Writings (2003)

Autobiografies
- No Laughing Matter (1986)
- Now And Then (1998)

Novel·les
- Catch-22 (1961)
- Something Happened (1974)
- Good as Gold (1979)
- God Knows (1984)
- Picture This (1988)
- Closing Time (1994)
- Portrait of an Artist, as an Old Man (2000)

Teatre
- We Bombed in New Haven (1967)
- Catch 22 (1973)
- Clevinger's Trial (1973)

Cinema
- Sex and the Single Girl (1964)
- Casino Royale (1967) (no acreditat)
- Dirty Dingus Magee (1970)